# Thalassia
Thalassia là một chi thực vật có hoa trong họ Hydrocharitaceae.

## Các loài
- Thalassia hemprichii
- Thalassia testudinum